# Alexander Gerndt
Alexander Claes Robin Gerndt (* 14. Juli 1986 in Visby) ist ein schwedischer Fußballspieler. Der Stürmer holte sich in der Spielzeit 2010 der Allsvenskan den Torschützenkönigstitel. Im selben Jahr gewann er mit Helsingborgs IF den schwedischen Landespokal und debütierte in der schwedischen Nationalmannschaft. Seit 2023 steht er bei der zweiten Mannschaft des FC Lugano unter Vertrag.

## Werdegang

### Karrierestart und erste Profierfahrung
Gerndt begann 1989 mit dem Fußballspielen bei Visby IF Gute. Dort durchlief er die einzelnen Jugendmannschaften und rückte 2004 in den Kader der ersten Mannschaft auf. In den folgenden Jahren etablierte er sich beim Drittligisten, mit dem er sich am Ende der Spielzeit 2005 für die neue Division 1 qualifizierte. In der dritten Liga kam er in der Spielzeit 2006 zu zwölf Saisontoren, so dass er sich höherklassig einen Namen gemacht hatte und Örebro SK und AIK nach jeweiligen Probetrainings nach Saisonende im Oktober des Jahres um seine Dienste buhlten. Letztlich entschied er sich für den Klub aus Solna, bei dem er Anfang November einen Drei-Jahres-Kontrakt unterzeichnete.
Nachdem Gerndt in der Vorbereitung mehrfach zum Einsatz gekommen und in einem Spiel gegen IK Sirius als Torschütze erfolgreich gewesen war, lief er unter Trainer Rikard Norling am vierten Spieltag der Spielzeit 2007 erstmals in der Allsvenskan auf. Bei der 0:4-Niederlage gegen Malmö FF stand er an der Seite von Miran Burgić, Kenny Pavey, Dulee Johnson und Wilton Figueiredo in der Startformation, ehe Bernt Hulsker ihn ab der 74. Spielminute ersetzte. In der Folge stand er unregelmäßig im Kader. Am 2. August des Jahres erzielte er im Europapokalspiel gegen Glentoran FC in der 1. Qualifikationsrunde des UEFA-Pokals 2007/08 sein erstes Pflichtspieltor, als er beim 4:0-Erfolg in der 88. Spielminute zur zwischenzeitlichen 3:0-Führung traf. Bis zum Saisonende wurde er in fünf Ligaspielen eingesetzt, in denen er ohne Torerfolg blieb. Zeitweise stand er zudem im Kader des Kooperationspartners Väsby United, für den er ein Spiel bestritt.
Kurz vor Jahresende 2007 vereinbarte AIK eine Zusammenarbeit mit IK Sirius, in deren Rahmen Gerndt an den Zweitligisten ausgeliehen wurde. Bei seinem neuen Klub avancierte er zum regelmäßigen Torschützen und erzielte bis zum Sommer 2008 sechs Tore in 14 Spielen in der Superettan. Damit hatte er sich abermals höherklassig empfohlen.

### Durchbruch in der Allsvenskan und Titelgewinne
Ende Juli 2008 verpflichtete der Erstligist Gefle IF Gerndt als Nachfolger des zu Djurgårdens IF gewechselten Johan Oremo und gab ihm einen Vertrag mit dreieinhalb Jahren Laufzeit. Im September verletzte er sich jedoch im Training, als er nach einem Zweikampf mit Peter Bergqvist unglücklich auf den Rücken fiel. Derart gebremst, bestritt er in seiner ersten Halbserie für den Klub lediglich sieben Ligaspiele, in denen er nur dreimal in der Startformation stand. In der folgenden Spielzeit anfangs noch regelmäßig Einwechselspieler, erkämpfte er sich in der zweiten Saisonhälfte einen Stammplatz an der Seite von Jonas Lantto, Jonatan Berg, Daniel Theorin und Andreas Dahlén. Am 25. Oktober 2009 erzielte er beim 2:1-Heimerfolg gegen Trelleborgs FF sein erstes Erstligator, dem bis zum Saisonende zwei weitere folgten.
In der folgenden Spielzeit sorgte Gerndt mit seiner Torgefährlichkeit dafür, dass sich der Klub bis zum Sommer im mittleren Tabellenbereich halten konnte. Mit acht Saisontoren bis zur Sommerpause weckte er abermals die Begehrlichkeiten anderer Vereine. Er entschied sich gegen einen Wechsel ins Ausland, nachdem insbesondere der niederländische Verein SC Heerenveen Interesse gezeigt hatte, und unterschrieb einen Vertrag bei Helsingborgs IF. Auch bei seinem neuen Verein setzte er sich gegen die Konkurrenten Rasmus Jönsson und Erik Sundin durch und etablierte sich in der Angriffsreihe des Meisterschaftskandidaten. Lange Zeit gleichauf mit Malmö FF im Rennen um den Titel, verpasste die Mannschaft mit zwei Punkten Rückstand auf den Konkurrenten den Lennart-Johansson-Pokal. Als regelmäßiger Torschütze verdrängte Gerndt jedoch am vorletzten Spieltag mit seinem 20. Saisontor Denni Avdić von der Spitze der Torschützenliste, die er bis zum Saisonende – beide blieben am letzten Spieltag ohne Torerfolg – verteidigte. Nach Saisonende stand er zudem mit der Mannschaft um Joel Ekstrand, Pär Hansson, Erik Edman und Hannu Patronen im Pokalendspiel, das nach einem Tor von Jönsson gegen Hammarby IF mit einem 1:0-Erfolg gewonnen wurde. Auf der Fotbollsgalan zum Saisonabschluss wurde er einen Tag später als Spieler des Jahres in der Allsvenskan ausgezeichnet, das Malmöer Publikum buhte ihn jedoch bei der Preisübergabe aus.
Kurz zuvor hatte Nationaltrainer Erik Hamrén Gerndt erstmals in den Kader der schwedischen Nationalmannschaft für ein Freundschaftsspiel gegen die deutsche Landesauswahl berufen. Am 17. November debütierte er beim 0:0-Unentschieden zwischen den beiden Mannschaften als Einwechselspieler für Kim Källström in der 88. Spielminute im Nationaljersey. Im ersten Länderspiel des folgenden Jahres erzielte er sein erstes Länderspieltor, als er beim 2:1-Erfolg über Botswana neben Mannschaftskapitän Anders Svensson einnetzte, und gehörte anschließend weiterhin zum Kader der Landesauswahl. Kurz vor Beginn der anschließenden Spielzeit holte er mit seinem Verein die nächste Trophäe, als durch Tore von Marcus Nilsson und Erik Sundin bei einem Gegentreffer von Wilton Figueiredo der Titelgewinn im Supercupen gelang. Nach einer anfänglichen Torflaute zeigte er sich in der Allsvenskan erneut torgefährlich und hielt sich in der Folge als einer der wenigen in seinem Heimatland aktiven Spieler in der Nationalmannschaft.

### Wechsel ins Ausland
Als Torschützenkönig und Nationalspieler hatte Gerndt außerhalb der Landesgrenzen auf sich aufmerksam gemacht. Bereits nach Ende der Spielzeit 2010 waren Wechselgerüchte aufgekommen, die sich durch seine anhaltende Treffsicherheit auch 2011 fortsetzten. Im Juli 2011, in der ersten Hälfte der allsvenskan-Spielzeit 2011, hatte er sieben Tore erzielt und sich somit erneut unter den besten fünf Torschützen bis dato platziert, verließ er Schweden und wechselte zum niederländischen Klub FC Utrecht. Bei seinem neuen Arbeitgeber, der mit Johan Mårtensson und Gerndts vormaligem Mannschaftskollegen Marcus Nilsson kurz zuvor zwei weitere Schweden verpflichtet hatte, unterschrieb er einen Vertrag mit 4 Jahren Laufzeit. Gemeinsam mit Édouard Duplan, Frank Demouge und Jacob Mulenga führte er am Saisonende die vereinsinterne Torschützenliste mit sieben Saisontoren an, als Tabellenelfter platzierte sich der Klub im mittleren Tabellenbereich. Auch in der folgenden Spielzeit gehörte er zu den treffsichersten Angreifern des Klubs.
Am Ende der Wintertransferperiode wechselte Gerndt Ende Januar 2013 zum Schweizer Klub BSC Young Boys nach Bern. In seiner ersten Halbserie konnte er dort nicht an die Torgefährlichkeit der bisherigen Stationen anknüpfen, nach einer aufsteigenden Form im Herbst 2013 kehrte er jedoch nach dem verletzungsbedingten Ausfall von Johan Elmander kurzfristig nachnominiert in den Kader der Nationalmannschaft für das letzte Gruppenspiel in der Qualifikation für die Weltmeisterschaft 2014 gegen Deutschland zurück. Letztlich blieb er bei der 3:5-Niederlage ohne Einsatz.
Im August 2017 lösten Gerndt und die Young Boys den noch eine Spielzeit laufenden Vertrag vorzeitig auf, sodass der Spieler zum FC Lugano wechseln konnte. Hier gehörte er neben Jonathan Sabbatini und Vladimir Golemić zu den Stammspielern; in der Spielzeit 2017/18 kam er auf 32 Spieleinsätze und war mit sieben Saisontoren vereinsintern zweitbester Torschütze hinter Carlinhos und damit maßgeblich am Klassenerhalt beteiligt. Mit neun Toren verbesserte er seine Torausbeute in der folgenden Spielzeit, als Tabellendritter erreichte er mit der Mannschaft den Europapokal. Während in der Meisterschaft als Tabellenfünfter der erneute Einzug in die UEFA Europa League verpasst wurde, scheiterte die Mannschaft in der Ausgabe 2019/20 als Tabellenletzter in der Gruppenphase – bei der 1:2-Auswärtsniederlage in seinem Heimatland bei Malmö FF erzielte Gerndt seinen einzigen Europapokaltreffer in der Spielzeit. Unter Trainer Maurizio Jacobacci verlor er in der Spielzeit 2020/21 zeitweise seinen Stammplatz: So bestritt er zwar mit 33 Saisonspielen hinter Numa Lavanchy die zweitmeisten Spiele, kam dabei aber in 15 Partien nurmehr als Einwechselspieler zum Zug.
Nach Ablauf seinen Vertrages beim FC Lugano Ende Juni 2021 nahm der Schweizer Zweitligist FC Thun Gerndt unter Vertrag, der Anfang Juli einen Einjahreskontrakt mit Option auf Verlängerung unterzeichnete. Nachdem die Option nicht gezogen worden war, war er zunächst ab Sommer 2022 vereinslos, im Januar 2023 kehrte er zum FC Lugano als Spieler der Zweitvertretung zurück.

## Privates
Am 13. Dezember 2011 wurde Gerndt von einem Gericht in Helsingborg eines tätlichen Angriffs auf seine ehemalige Ehefrau für schuldig befunden. Er wurde wegen Körperverletzung zu einer Geldstrafe von rund 8.800 Euro verurteilt. Seiner Ex-Frau musste er umgerechnet rund 7.000 Euro Schmerzensgeld zahlen. Gerndt wurde nach dem Schuldspruch auf Bewährung in Freiheit belassen. Gegen das Urteil ging Gerndt in Berufung. Der Svenska Fotbollförbundet kündigte nach dem Urteil vom 13. Dezember 2011 an, dass Gerndt vorläufig nicht mehr in der Nationalmannschaft eingesetzt werde.